# Entodon denticuspis
Entodon denticuspis là một loài rêu trong họ Entodontaceae. Loài này được P. de la Varde mô tả khoa học đầu tiên năm 1956.